# أنتوني فلويد
أنتوني فلويد (بالإنجليزية: Anthony Floyd)‏ هو لاعب كرة قدم أمريكية أمريكي، ولد في 1 فبراير 1981.

## وصلات خارجية
- أنتوني فلويد على موقع مرجع كرة القدم المحترفة.كوم (الإنجليزية)